# Alpha Kaba
Alpha Kaba (Blois, Francia, 21 de septiembre de 1996) es un baloncestista francés que actualmente se encuentra sin equipo. Con 2,08 metros de estatura, juega en la posición de pívot.

## Trayectoria
Es un jugador atlético y con buena envergadura es, que de 2009 a 2011 jugó en el ADA Blois antes de firmar por el Elan Bearnais Pau-Lacq-Orthez. En septiembre de 2014, hizo su debut profesional en la Pro A en el partido de liga frente al Entente Orléans 45.
En el mes de julio de 2015, firmó por KK Mega Bemax de la ABA League.
En la temporada 2015-16 realiza una buenas actuaciones en Champions, promediando un doble-doble: 11,6 puntos y 10,1 rebotes; y contra el Juventus de Utena se fue hasta los 15 puntos y 16 rebotes.
En marzo de 2017, es inscrito en el draft de la NBA 2017.Es seleccionado como número 60 por Atlanta Hawks en el Draft de la NBA de 2017.
En julio de 2017 firmó contrato por tres temporadas con el ASVEL Lyon-Villeurbanne francés. En su primera campaña con el equipo de Lyon juega 44 partidos con un promedio de 5,4 puntos y 5,3 rebotes, mientras que en el curso 2018-19 solo puede jugar 13 encuentros (6,3 puntos y 6,1 rebotes) por una lesión en la rodilla izquierda, pero lograría los títulos de Liga y Copa de Francia.
En la temporada 2019-20, firma por el Boulazac Basket Dordogne, en el que promedia 8,8 puntos y 8,6 rebotes para 13,9 de valoración antes del parón de las competiciones. 
En la temporada 2020-21, firma por el Nanterre 92 con el que compagina la LNB Pro A y la EuroCup, donde juega 49 partidos con un promedio de 7,6 puntos y 5,8 rebotes.
El 29 de julio de 2021, firma por el Gaziantep BŞB de la Basketbol Süper Ligi turca, con el que promedia 13,6 puntos, 10,7 rebotes (liderando la competición en este apartado), 1,3 recuperaciones y 1,8 tapones para 20 de valoración, que le llevaron a ser elegido MVP de la Fase Regular de la BSL.
En la temporada 2022-23, firma por el KK Budućnost Podgorica con el que disputa la ABA Liga y la EuroCup. En la EuroCup promedió 10,5 rebotes, 9,9 puntos, 1,6 recuperaciones y 1,3 tapones para 17 de valoración. Sus números en Liga Adriática fueron de 9 puntos, 7 rebotes y 13,4 de créditos y levantó los títulos de Liga y Copa en Montenegro.
El 20 de septiembre de 2023, firma por el Jiangsu Dragons de la Chinese Basketball Association, en el que realiza unos números de 16,3 puntos, 13,1 rebotes, 1,5 recuperaciones y 1,4 tapones para 24 créditos de media en 49 partidos.
El 2 de abril de 2024, firma por el Valencia Basket de la Liga Endesa española hasta final de temporada. El 16 de junio de 2024 se anuncia su salida del conjunto valenciano tras finalizar contrato.